# Bosfor
Bosfor (tur. Bogaziçi, İstanbul Boğazı; gr. Βόσπορος, bosporos – przejście, przeprawa dla bydła) – cieśnina łącząca Morze Czarne z morzem Marmara, położona między Półwyspem Bałkańskim a Azją Mniejszą, oddziela Europę od Azji. 
Wraz z cieśniną Dardanele (na południu) łączy Morze Egejskie z Morzem Czarnym. Obie cieśniny tureckie stanowią szlak morski o znaczeniu międzynarodowym. Zasady transportu morskiego w ich obrębie reguluje konwencja z Montreux (1936).
W Bosforze przebiegają dwa prądy morskie: powierzchniowy o prędkości 4 km/h wynoszący wodę wysłodzoną z Morza Czarnego oraz przeciwnie skierowany prąd głębinowy o dużym zasoleniu.
Bosfor jest zalaną dawną doliną rzeczną o stromych i skalistych brzegach. Posiada liczne zatoki – nad największą z nich, Złotym Rogiem, leży Stambuł.

## Odcinek Bosforu w Stambule
W Stambule zbudowano trzy mosty łączące brzegi Bosforu: pierwszy – zwany Mostem Bosforskim (południowy, ukończony w 1973, długość 1074 m),  drugi – Most Mehmeda Zdobywcy (północny, ukończony w 1988, długość 1090 m) oraz najnowszy trzeci most drogowo-kolejowy, wysunięty na północ od dwóch poprzednich, Most Selima Groźnego (otwarty 26 sierpnia 2016, długość 1408 m). 29 października 2013 otwarto podwodny tunel kolejowy Marmaray, a 22 grudnia 2016 podwodny tunel drogowy Eurazja łączące oba brzegi cieśniny.
Wycieczka statkiem po cieśninie jest polecaną atrakcją turystyczną Stambułu. Zobaczyć można przybrzeżne zabytki, m.in.:
- Pałac Topkapı (Topkapı Sarayı) (XV-XIX wiek)
- Pałac Dolmabahçe (Dolmabahçe Sarayı)
- Meczet Dolmabahçe (Dolmabahçe Camii)
- Pałac Çırağan (Çırağan Sarayı, obecnie Çırağan Hotel Kempinski, bud. 1867, przeb. 1920)
- Meczet Ortaköy (Ortaköy Camii, oficjalna nazwa Büyük Mecidiye Camii)
- Budynek Wyższej Szkoły Morskiej Kuleli (wojskowej)
- Pałac Beylerbeyı (Beylerbeyı Sarayı) – XIX w. letnia rezydencja zbudowana dla sułtana Abdülaziza
- Fortyfikacje Anadolu Hisarı (Twierdza Azja) i Rumeli Hisarı (Twierdza Europa)
- Wieżę Leandra